# Katey Sagal
Catherine Louise "Katey" Sagal, född 19 januari 1954 i Hollywood, Los Angeles, Kalifornien, är en amerikansk skådespelare, röstskådespelare och sångare. Sagal slog igenom i rollen som Peggy Bundy i TV-serien Våra värsta år, och gör även rösten till Leela i TV-serien Futurama. Sagal spelade också Gemma Teller-Morrow i Sons of Anarchy genom alla dess säsonger. Hon uppträdde i början på 1970-talet och har bland annat varit en av bakgrundssångerskorna till Bob Dylan och på Gene Simmons från Kiss soloalbum.

## Biografi

### Uppväxt
Sagal föddes i Los Angeles, Kalifornien, i en showbusiness-familj på fem barn, inklusive hennes yngre tvillingsystrar, Jean och Liz Sagal, och bror, Joe Sagal, som alla tre också är skådespelare, och David Sagal, en advokat gift med skådespelaren McNally Sagal. Sagals mamma, Sara Zwilling, var en författare och producent som dog i en hjärtsjukdom. Hennes far, Boris Sagal, var en ukrainsk-född TV-regissör, som dog 1981 i en olycka under inspelningen av TV-filmen World War III. Sagal och hennes syskon växte upp i Brentwood, Los Angeles och hennes gudfar är Norman Lear. Sagals far var judisk, och Sagal har beskrivit sig själv som "kulturellt judisk" men utan "formell religiös erfarenhet".

### Skådespelarkarriär
Sagal tog examen från California Institute of the Arts och började sin skådespelarkarriär i Hollywood, och medverkade i flera TV-filmer mellan 1971 och 1975. Sagals första stora roll var som en tidningskrönikör i serien Mary, med Mary Tyler Moore. Detta ledde till att hon blev tillsatt rollen som Peggy Bundy i sitcomen Våra värsta år (1987-1997), där hon spelade den underklassade, sexlängtande hustrun till skoförsäljaren Al Bundy. Sagal tog med sin egen röda bouffant-peruk när hon skulle provspela för rollen, och med producenternas godkännande tog med det till serien. Som Peg bar hon peruk, caprileggings med ett stort bälte, och höga klackar, som var allt var modestilar från 1960-talet. Serien sändes i tio år.
Efter att Våra värsta år lagt ner, gjorde hon fler TV-filmer. Hon gav också röst till Spinellis mor i barnprogrammet Rasten.  År 1998 gav Matt Groening henne rollen som den lilahåriga cyklopen och rymdskeppskapten, Leela, i hans animerade science fiction-komedi Futurama. Serien utvecklade en kultstatus, men lade ner efter fyra säsonger. Men visningar på Adult Swim och Comedy Central ökade seriens popularitet och ledde till att Comedy Central beställde en säsong av direkt till dvd-filmer av Futurama, som kanalen senare återutsände som 16 avsnitt, säsong fem. Hon
repriserade sin roll som Leela i dessa filmer, och i den sjätte säsongen som började sändas den 24 juni 2010. Serien lade ner åter igen 2013
Sagal gästspelade som Edna Hyde, Steven Hydes mor i tre avsnitt av That '70s Show. Hon medverkade i den kortlivade sitcomen på NBC Tucker följande år.
Hon fick rollen som hustrun till John Ritters karaktär i sitcomen 8 Simple Rules for Dating My Teenage Daughter 2002. Ritter hann bara avsluta tre avsnitt av den andra säsongen innan hans död, och serien lade ner 2005 efter sin tredje säsong.
År 2005 gjorde hon fyra framträdanden i Lost som Helen Norwood. År 2007 hade hon en roll i säsongsfinalen av The Winner som Glen Abbots tidigare, och Josh nuvarande lärare, med vilken Glen har sin första sexuella erfarenhet. Följande år medverkade hon i fyra avsnitt av den kortlivade serien Eli Stone.

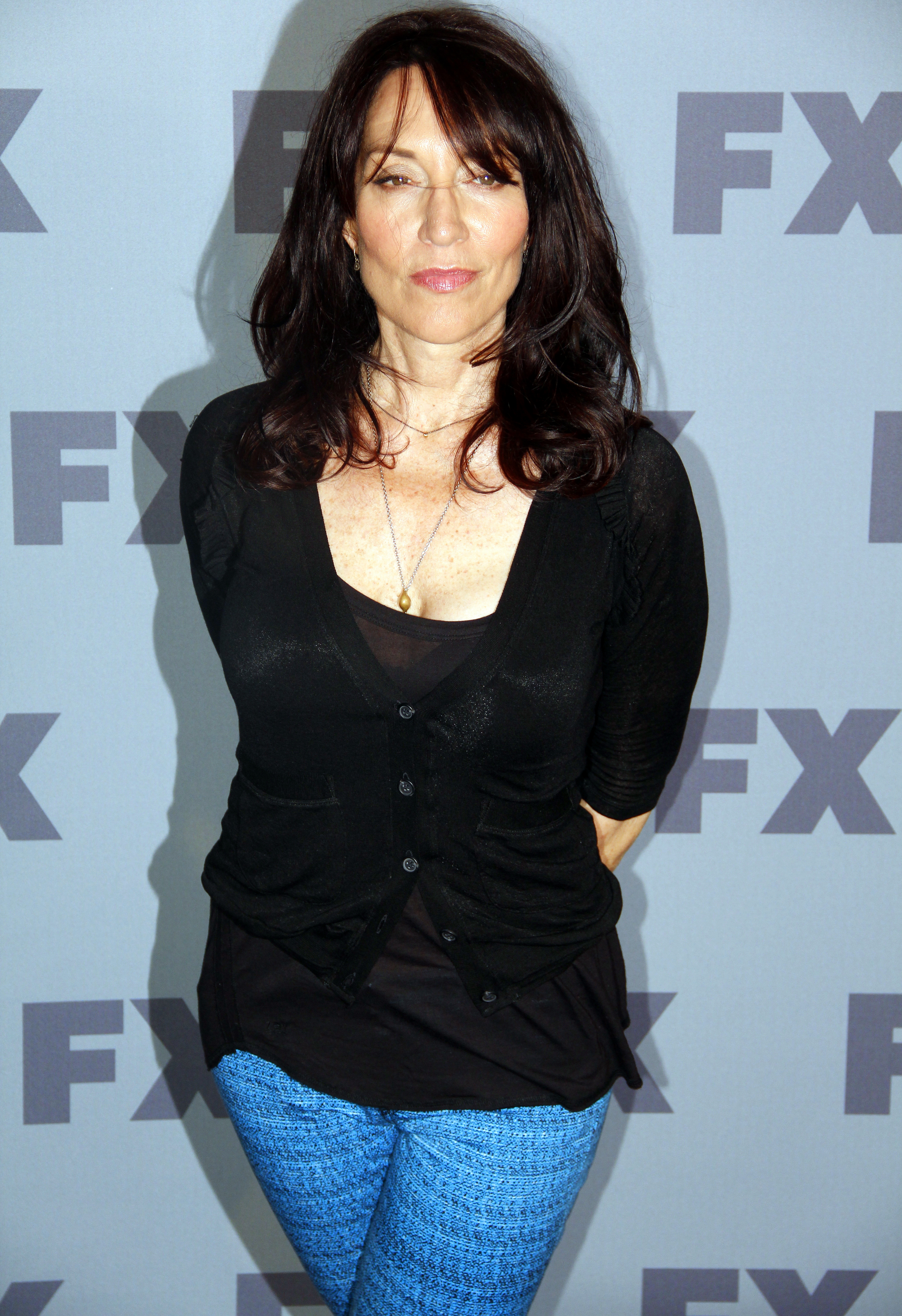
Katey Sagal 2012

I januari 2009 återförenades Sagal med sin TV-son David Faustino (Bud Bundy från Våra värsta år) för ett avsnitt av Faustinos TV-serie Star-ving. Under 2010 sågs hon två gånger till i Lost. Under 2009 spelade hon i filmen House Broken med Danny DeVito. Under 2010 återvände hon till scenen i Randy Newmans musikal Harps & Angels.
Från 2008 till 2014 medverkade Sagal som Gemma Teller-Morrow i TV-serien Sons of Anarchy, skapad av hennes man Kurt Sutter.
År 2013 hade Sagal en cameo i Glee som Nancy Abrams, Artie Abrams mamma.
År 2014 meddelades det att Sagal skulle vara med i rollistan för Pitch Perfect 2 som Hailee Steinfelds karaktärs mor. Senare samma år fick hon en roll i biografidramat Bleed for This som mor till Vinny Pazienza.
Den 9 september 2014 mottog Sagal en stjärna på Hollywood Walk of Fame, där de flesta av Våra värsta år-rollbesättningen var närvarande, däribland Ed O'Neill, Christina Applegate och David Faustino, för att fira skådespelarens hyllning.

### Musikkarriär
Sagal började sin karriär i showbusiness som sångerska och låtskrivare. År 1973 arbetade hon som bakgrundssångare för olika sångare, bland annat Bob Dylan och Tanya Tucker. År 1976, som en medlem av The Group With No Name, bidrog hon till albumet Moon Over Brooklyn, (där hon krediteras som "Katie Sagal"). Hon var medlem i Bette Midlers kompband The Harlettes 1978, och åter igen 1982-83 Hon gjorde bakgrundssång på Gene Simmons självbetitlade album, Molly Hatchets album Take No Prisoners och på Olivia Newton-Johns singel från 1985 Soul Kiss. Sagal gav också sång till ledmotivet "Loose Cannons" i filmen med samma namn, med Gene Hackman och Dan Aykroyd. Låten innehöll hennes sång i största delen av låten, medan Aykroyd sjöng refrängen.

### Privatliv
Sagal var gift med musikern Freddie Beckmeier 1978-1981 och Jack White från 1993 till 2000. År 2004 gifte hon sig med sin nuvarande make, Kurt Sutter.
År 1991, när han arbetade med Våra värsta år fick Sagal veta att hon var gravid. Detta var oväntat, så graviditeten skrevs in i seriens handling. I oktober 1991 blev hon tvungen att göra ett nödvändigt kejsarsnitt sjunde månaden av graviditeten, vilket slutade med en dotter i fosterdöd. Graviditeten i serien betraktades då som en "dröm", och nämndes endast kort i slutet av avsnittet "Al Bundy, Shoe Dick". Sagal och White fick emellertid två barn - en dotter, Sarah Grace, 1994 och en son, Jackson James, 1996. Författarna på Våra värsta år skrev medvetet inte in Sagals två senare graviditeter i serien på grund av den tidigare fosterdöden, utan valde i stället att skriva in hennes frånvaro i en underhandling där Peg, hennes karaktär, reser runt världen för att återförenas med sina redneck-föräldrar. I scener där Peg visades, hade Sagal sin mage dold, såsom i en taxi eller med ett spelbord i Las Vegas, och hördes ofta prata med familjemedlemmarna via telefon.
En eftereffekt Sagals dödfödda dotter gett henne var att tragedin inspirerade henne att skriva texten i "(You) Can't Hurry the Harvest". Hon spelade in denna låt på sitt debutalbum, Well .... Sagal och White skilde sig 2000.
Sagal gifte sig med författaren och producenten Kurt Sutter i en privat ceremoni den 2 oktober 2004 i deras hem i Los Feliz, Kalifornien. De har en dotter, Esmé Louise, född 2007 genom en surrogatmor.

## Filmografi

### Film
| År   | Titel                                    | Roll              | Notering |
| ---- | ---------------------------------------- | ----------------- | -------- |
| 1987 | Maid to Order                            | Louise            |          |
| 1988 | Kärlekens pris                           | Ursula            |          |
| 2000 | Dropping Out                             | Wendy             |          |
| 2001 | Rasten: Uppdrag rädda sommarlovet        | Mrs. Flo Spinelli | Röst     |
| 2002 | Following Tildy                          | Connie St. John   | Kortfilm |
| 2006 | I'm Reed Fish                            | Maureen           |          |
| 2007 | Futurama: Bender's Big Score             | Leela             | Röst     |
| 2008 | Futurama: The Beast with a Billion Backs | Leela             | Röst     |
| 2008 | Futurama: Bender's Game                  | Leela/Leegola     | Röst     |
| 2009 | Futurama: Into the Wild Green Yonder     | Leela             | Röst     |
| 2009 | House Broken                             | Mor               |          |
| 2010 | Jack and the Beanstalk                   | Jacks mor         |          |
| 2014 | There's Always Woodstock                 | Lee Ann           |          |
| 2015 | Pitch Perfect 2                          |                   |          |
| 2015 | Bleed for This                           | Louise Pazienza   |          |

### TV
| År                   | Titel                                         | Roll                           | Notering                                         |
| -------------------- | --------------------------------------------- | ------------------------------ | ------------------------------------------------ |
| 1971                 | The Failing of Raymond                        | Kvinnlig patient               | Krediterad som "Catherine Louise Sagal"; TV-film |
| 1972                 | The Bold Ones: The New Doctors                | Ung sköterska                  | Krediterad som "Katie Sagal"                     |
| 1973                 | Columbo                                       | Sekreterare                    | Avsnitt: "Candidate for Crime"                   |
| 1974                 | Larry                                         | Cashier                        | TV-film                                          |
| 1975                 | The Dream Makers                              | Arbetsförmedlare               | TV-film                                          |
| 1985–1986            | Mary                                          | Jo Tucker                      | 3 avsnitt                                        |
| 1987–1997            | Våra värsta år                                | Peggy Bundy                    | 250 avsnitt                                      |
| 1990                 | Mother Goose Rock 'n' Rhyme                   | Mary Quite Contrary            | TV-film                                          |
| 1990                 | Röster från andra sidan graven                | Ms. Kilbasser                  | Avsnitt: "For Cryin' Out Loud"                   |
| 1990                 | The Earth Day Special                         | Peggy Bundy                    |                                                  |
| 1991                 | She Says She's Innocent                       | Susan Essex                    | TV-film                                          |
| 1995                 | Var finns våra barn?                          | Annie Cook                     | TV-film                                          |
| 1995                 | Nachtshow                                     |                                | Avsnitt: "February 10th, 1995"                   |
| 1995                 | Duckman                                       | Duckmans mor                   | Avsnitt: "The Germ Turns"                        |
| 1996                 | Space Cases                                   | Ma (röst)                      | Avsnitt: "Mother Knows Best"                     |
| 1997–2001            | Rasten                                        | Flo Spinelli                   | 3 avsnitt                                        |
| 1998                 | I nöd och lust                                | Irene Dunbar                   | TV-film                                          |
| 1998                 | Mr. Headmistress                              | Harriet Magnum                 | TV-film                                          |
| 1999                 | No Higher Love                                | Ellen Young                    | TV-film                                          |
| 1999                 | Smart House                                   | Pat                            | TV-film                                          |
| 1999                 | That '70s Show                                | Edna Hyde                      | 3 avsnitt                                        |
| 1999–2003, 2008–2013 | Futurama                                      | Leela (röst)                   | 136 avsnitt                                      |
| 2000                 | Tucker                                        | Claire Wennick                 | 13 avsnitt                                       |
| 2001                 | The Geena Davis Show                          | Ashley                         | Avsnitt: "Girls' Night Out"                      |
| 2002                 | Imagine That                                  | Barb Thompson                  | 2 avsnitt                                        |
| 2002–2005            | 8 Simple Rules for Dating My Teenage Daughter | Cate S. Hennessy               | 76 avsnitt                                       |
| 2004                 | When Angels Come to Town                      | Jo                             | TV-film                                          |
| 2004–2006            | Higglytown Heroes                             | Monica, polisen                | 3 avsnitt                                        |
| 2005                 | Three Wise Guys                               | Shirley Crown                  | TV-film                                          |
| 2005                 | Campus Confidential                           | Naomi Jacobs                   | TV-film                                          |
| 2005                 | Ghost Whisperer                               | Francie Lewis                  | Avsnitt: "Undead Comic"                          |
| 2005–2007            | The Shield                                    | Nancy Gilroy                   | 2 avsnitt                                        |
| 2005–2010            | Lost                                          | Helen Norwood                  | 4 avsnitt                                        |
| 2006                 | Boston Legal                                  | Barbara Little                 | 5 avsnitt                                        |
| 2006                 | The Search for the Funniest Mom in America    | Värd                           | Reality-TV                                       |
| 2007                 | The Winner                                    | Lydia Berko                    | Avsnitt: "Hot for Teacher"                       |
| 2008                 | Eli Stone                                     | Marci Klein                    | 2 avsnitt                                        |
| 2008                 | CSI: Crime Scene Investigation                | Annabelle Bundt/Natasha Steele | Avsnitt: "Two and a Half Deaths"                 |
| 2008–2014            | Sons of Anarchy                               | Gemma Teller-Morrow            | 91 avsnitt                                       |
| 2010                 | Chadam                                        | Sandy (röst)                   | Webbserie                                        |
| 2013                 | Glee                                          | Nancy Abrams                   | Avsnitt: "Wonder-ful"                            |
| 2013–idag            | Super Duper Rocket                            | Chrystal Findlee (röst)        |                                                  |
| 2014-2015            | Regular Show                                  | Mordecais mor (röst)           | 2 avsnitt                                        |
| 2014                 | A to Z                                        | Berättare (röst)               | 13 avsnitt                                       |
| 2014                 | The Simpsons                                  | Leela (röst)                   | Avsnitt: "Simpsorama"                            |
| 2016-2017            | Brooklyn Nine-Nine                            | Karen Peralta                  | 2 avsnitt                                        |
| 2017-2018            | Superior Donuts                               | Randy DeLuca                   | 34 avsnitt                                       |

## Diskografi

### Album
| År   | Titel                                                                      | Listposition                                     |
| ---- | -------------------------------------------------------------------------- | ------------------------------------------------ |
| 1976 | Moon Over Brooklyn - Released: 1976 - Bolag: Casablanca Records            | —                                                |
| 1994 | Well... - Released: 19 april 1994 - Bolag: Virgin/EMI Records              | Billboard Top Heatseekers – 33                   |
| 2004 | Room - 1 juni 2004 - Bolag: Valley Entertainment                           | —                                                |
| 2009 | Sons of Anarchy: Shelter – EP - 24 november 2009 - Bolag: 20th Century Fox | Top Independent Albums — 33 Top Soundtracks — 23 |
| 2013 | Covered - 11 november 2013 - Bolag: E1 Music                               | —                                                |

## Priser och nomineringar

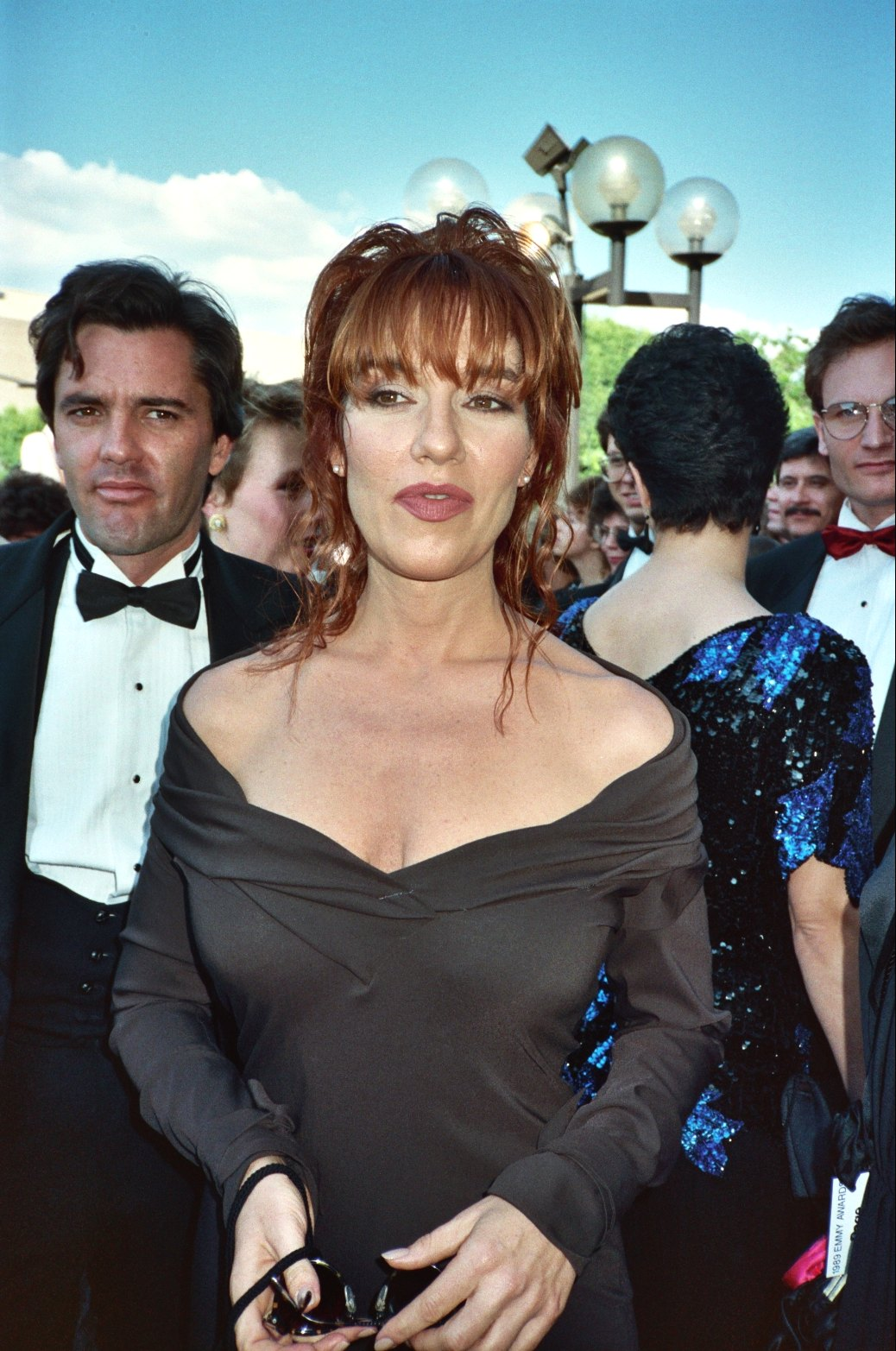
Katey Sagal 1989 på Emmy Awards

| År   | Pris                                  | Kategori                                                                                    | Film eller TV-serie                           | Resultat  |
| ---- | ------------------------------------- | ------------------------------------------------------------------------------------------- | --------------------------------------------- | --------- |
| 1989 | American Comedy Awards                | Roligaste kvinnliga skådespelare i TV-serie                                                 | Våra värsta år                                | Nominerad |
| 1991 | Golden Globe Award                    | Bästa kvinnliga huvudroll - Komediserie                                                     | Våra värsta år                                | Nominerad |
| 1992 | Golden Globe Award                    | Bästa kvinnliga huvudroll - Komediserie                                                     | Våra värsta år                                | Nominerad |
| 1993 | Golden Globe Award                    | Bästa kvinnliga huvudroll - Komediserie                                                     | Våra värsta år                                | Nominerad |
| 1993 | American Comedy Awards                | Roligaste kvinnliga skådespelare i TV-serie                                                 | Våra värsta år                                | Nominerad |
| 1994 | Golden Globe Award                    | Bästa kvinnliga huvudroll - Komediserie                                                     | Våra värsta år                                | Nominerad |
| 2005 | Prism Awards                          | Prestation i komediserie                                                                    | 8 Simple Rules for Dating My Teenage Daughter | Vann      |
| 2009 | TV Land Awards                        | Innovation Award (Delad med: Christina Applegate, David Faustino, Ted McGinley, Ed O'Neill) | Våra värsta år                                | Vann      |
| 2010 | Television Critics Association Awards | Individuell framgång i drama                                                                | Sons of Anarchy                               | Nominerad |
| 2010 | Ewwy Award                            | Bästa kvinnliga huvudroll - Dramaserie                                                      | Sons of Anarchy                               | Nominerad |
| 2010 | Satellite Awards                      | Bästa kvinnliga huvudroll - Dramaserie                                                      | Sons of Anarchy                               | Nominerad |
| 2011 | Golden Globe Award                    | Bästa kvinnliga huvudroll - Dramaserie                                                      | Sons of Anarchy                               | Vann      |
| 2011 | Prism Awards                          | Bästa kvinnliga huvudroll - Dramaserie                                                      | Sons of Anarchy                               | Nominerad |
| 2011 | Critics' Choice Television Award      | Bästa kvinnliga huvudroll - Dramaserie                                                      | Sons of Anarchy                               | Nominerad |
| 2011 | Satellite Awards                      | Bästa kvinnliga huvudroll - Dramaserie                                                      | Sons of Anarchy                               | Nominerad |
| 2012 | Critics' Choice Television Award      | Bästa kvinnliga skådespelare - Dramaserie                                                   | Sons of Anarchy                               | Nominerad |
| 2013 | Prism Awards                          | Kvinnliga prestation i dramaserie för en handling som sträcker sig över flera avsnitt       | Sons of Anarchy                               | Vann      |